# 어네스트 애디슨
어네스트 애디슨(영어: Ernest Addison, 1963년~은 가나의 경제학자로, 제15대 가나 중앙은행 총재이다. 애디슨은 맥길 대학교와 케임브리지 대학교에서 수학했다. 그는 아프리카 국가에 개발 자금을 대부, 경제 개발 촉진을 목적으로 한 국제 금융 기관인 아프리카 개발 은행 소속 경제학자이기도 하다.